# Château de Sekiyado
Le château de Sekiyado (関宿城, Sekiyado-jō) se trouve à Noda-Shi, au nord-ouest de la préfecture de Chiba au Japon. À la fin de la période Edo, le château de Sekiyado était le fief du clan Kuse, daimyos du domaine de Sekiyado.

## Histoire
Sekiyado se trouvait à la confluence des fleuves Tone et Edo, ce qui lui donnait une position stratégique lui permettant de contrôler le trafic fluvial au nord de la région de Kantō, ainsi que les abords nord-est d'Edo. Une fortification avait été construite sur cet emplacement au début de l'époque Muromachi, soit par Yadoya Mitsusuke (1395-1438), soit par Yadoya Shigesuke (d. 1512). Elle fut détruite durant une campagne du clan Go-Hōjō d'Odawara pour prendre le contrôle de la région de Kantō de 1565 à 1574.
Après que le clan Hōjō eut été défait au siège d'Odawara, il fut supplanté par Tokugawa Ieyasu et le château fut reconstruit par Matsudaira Yasumoto en 1590.
Sous le shogunat Tokugawa, le cours du fleuve Tone fut détourné en 1654 pour empêcher les inondations à Edo. La nouvelle embouchure du fleuve fut déplacée de la baie d'Edo au nord vers la péninsule de Bōsō, ce qui entrava sérieusement le transport fluvial. Itakura Shigetsune, le daimyō du domaine de Sekiyado, saisit l'occasion pour construire un canal rejoignant le fleuve Tone et l'Edo-gawa à Sekiyado, ce qui raccourcit considérablement les voyages et augmenta les revenus de son domaine.
Quand le château fut reconstruit en 1671, le nouveau tenshu (donjon) prit modèle de la poivrière (yagura) Fujimi du château d'Edo.
À la restauration de Meiji, le nouveau gouvernement de Meiji ordonna la destruction de toutes les fortifications de l'ancien Japon féodal. Les bâtiments extérieurs du château ayant déjà été détruits par un incendie en 1870, les structures restantes furent abandonnées en accord avec la directive de 1872 et détruites en 1875.
Le tenshu actuel a été reconstruit en 1995 pour soutenir le tourisme local et pour servir d'annexe au musée du château de Sekiyado. Les bâtiments reconstruits ne reposent cependant pas sur les fondations originales et la reconstitution n'est pas historiquement fidèle puisqu'elle s'est inspirée d'exemples typique tirés d'autres châteaux.